# Bernhard Weiss
Bernhard Weiss (30 de Julho de 1880 - 29 de Julho de 1951) foi um jurista alemão de religião judaica, que se tornou conhecido por ter sido o vice-presidente da polícia de Berlim nos finais dos anos 20 e princípios dos anos 30. Foi um incansável defensor da democracia, tendo tido a coragem de processar inumeras vezes os agitadores nazis em Berlim, permanentemente envolvidos em difamações, lutas de rua e outros tumultos. Joseph Goebbels caluniava-o constantemente no jornal "Der Angriff", que quase sempre o insultava. Em 1933, com a chegada de Hitler ao poder, o doutor Weiss consegue exilar-se em Inglaterra. A fuga foi difícil, tendo-se a certo momento escondido por dentro de um monte de carvão na cave de uma familiar em Berlim. Já em Inglaterra, à necessidade de um sustento, iria montar uma pequena empresa gráfica em Londres. 
Bernhard Weiss nasceu em Berlim, filho de um rico comerciante de cereais judeu. Frequentou o colégio francês em Berlim. Proseguiu os seus estudos de Direito em Berlim e Würzburg fazendo o doutoramento.
Em 2004, a cidade de Berlim decidiu dar o seu nome a uma praça nas proximidades da estação de Friedrichstraße.